# Komisk deckare
Den komiska deckaren är en subgenre inom deckaren.
Komiska deckare kan innehålla skämtsamma inslag och färgstarka karaktärer såsom engelsmannen Edmund Crispins romaner eller rapp dialog, som amerikanska Craig Rices böcker om den motsträvige advokaten John J. Malone. Senare författare i genren är amerikanen Donald E. Westlakes romaner om brottslingen Dortmunders ständigt misslyckade kupper. Janet Evanovich är en ganska ny författare som har skrivit ett 10-tal böcker i genren.
I Sverige är Bo Baldersons deckare om Statsrådet och hans vapendragare Vilhelm Persson det mest kända exemplet i denna genre.